# ذى الصاني (ذي السفال)

تعديل مصدري - تعديل

ذى الصاني محلة تابعة لقرية العارضة، التابعة لعزلة السيف بمديرية ذي السفال إحدى مديريات محافظة إب في الجمهورية اليمنية، بلغ تعداد سكانها 37 حسب تعداد اليمن لعام 2004.